# Ken Fletcher
Ken Fletcher, właśc. Kenneth Norman Fletcher (ur. 15 czerwca 1940 w Brisbane, zm. 11 lutego 2006 tamże) – australijski tenisista, zwycięzca turniejów wielkoszlemowych w grze podwójnej i mieszanej.

## Kariera tenisowa
W 1963 w parze z rodaczką Margaret Smith Court sięgnęli po klasycznego Wielkiego Szlema, jako pierwsza para w historii. Wygrał łącznie dziesięć turniejów wielkoszlemowych w mikście (wszystkie ze Smith Court) oraz dwa w deblu (French Championships 1964 z Royem Emersonem oraz Wimbledon 1966 z Johnem Newcombe). W finale gry pojedynczej Australian Championships 1963 uległ Emersonowi. Grał także w finałach deblowych Wimbledonu 1965 (w parze z Bobem Hewittem) i Wimbledonu 1967 (w parze z Emersonem).
Jego partnerka tenisowa Margaret Smith Court chwaliła jego forhend, odbiór serwisu przeciwnika oraz refleks. Zmarł w wieku 65 lat po chorobie nowotworowej.
W 2012 został uhonorowany miejscem w Australijskiej Tenisowej Galerii Sławy.

### Finały w turniejach wielkoszlemowych

#### Gra pojedyncza (0–1)
| Końcowy wynik | Nr | Data | Turniej                            | Nawierzchnia | Przeciwnik  | Wynik finału  |
| ------------- | -- | ---- | ---------------------------------- | ------------ | ----------- | ------------- |
| Finalista     | 1. | 1963 | Australian Championships, Adelaide | Trawiasta    | Roy Emerson | 3:6, 3:6, 1:6 |

#### Gra podwójna (2–7)
| Końcowy wynik | Nr | Data | Turniej                            | Nawierzchnia | Partner       | Przeciwnicy                  | Wynik finału              |
| ------------- | -- | ---- | ---------------------------------- | ------------ | ------------- | ---------------------------- | ------------------------- |
| Finalista     | 1. | 1963 | Australian Championships, Adelaide | Trawiasta    | John Newcombe | Bob Hewitt Fred Stolle       | 2:6, 6:3, 3:6, 6:3, 3:6   |
| Finalista     | 2. | 1964 | Australian Championships, Brisbane | Trawiasta    | Roy Emerson   | Bob Hewitt Fred Stolle       | 4:6, 5:7, 6:3, 6:4, 12:14 |
| Zwycięzca     | 1. | 1964 | French Championships, Paryż        | Ceglana      | Roy Emerson   | John Newcombe Tony Roche     | 7:5, 6:3, 3:6, 7:5        |
| Finalista     | 3. | 1964 | Wimbledon, Londyn                  | Trawiasta    | Roy Emerson   | Bob Hewitt Fred Stolle       | 5:7, 9:11, 4:6            |
| Finalista     | 4. | 1965 | French Championships, Paryż        | Ceglana      | Bob Hewitt    | Roy Emerson Fred Stolle      | 8:6, 3:6, 6:8, 2:6        |
| Finalista     | 5. | 1965 | Wimbledon, Londyn                  | Trawiasta    | Bob Hewitt    | John Newcombe Tony Roche     | 5:7, 3:6, 4:6             |
| Zwycięzca     | 2. | 1966 | Wimbledon, Londyn                  | Trawiasta    | John Newcombe | William Bowrey Owen Davidson | 6:3, 6:4, 3:6, 6:3        |
| Finalista     | 6. | 1967 | French Championships, Paryż        | Ceglana      | Roy Emerson   | John Newcombe Tony Roche     | 3:6, 7:9, 10:12           |
| Finalista     | 7. | 1967 | Wimbledon, Londyn                  | Trawiasta    | Roy Emerson   | Bob Hewitt Frew McMillan     | 2:6, 3:6, 4:6             |

#### Gra podwójna (10–2)
| Końcowy wynik | Nr  | Data | Turniej                                | Nawierzchnia | Partnerka            | Przeciwnicy                        | Wynik finału  |
| ------------- | --- | ---- | -------------------------------------- | ------------ | -------------------- | ---------------------------------- | ------------- |
| Zwycięzca     | 1.  | 1963 | Australian Championships, Adelaide     | Trawiasta    | Margaret Smith Court | Lesley Turner Bowrey Fred Stolle   | 7:5, 5:7, 6:4 |
| Zwycięzca     | 2.  | 1963 | French Championships, Paryż            | Ceglana      | Margaret Smith Court | Lesley Turner Bowrey Fred Stolle   | 6:1, 6:2      |
| Zwycięzca     | 3.  | 1963 | Wimbledon, Londyn                      | Trawiasta    | Margaret Smith Court | Darlene Hard Bob Hewitt            | 11:9, 6:4     |
| Zwycięzca     | 4.  | 1963 | U.S. National Championships, Nowy Jork | Trawiasta    | Margaret Smith Court | Judy Tegart Dalton Ed Rubinoff     | 3:6, 8:6, 6:2 |
| Zwycięzca     | 5.  | 1964 | Australian Championships, Brisbane     | Trawiasta    | Margaret Smith Court | Jan Lehane Mike Sangster           | 6:3, 6:2      |
| Zwycięzca     | 6.  | 1964 | French Championships, Paryż            | Ceglana      | Margaret Smith Court | Lesley Turner Bowrey Fred Stolle   | 6:3, 4:6, 8:6 |
| Finalista     | 1.  | 1964 | Wimbledon, Londyn                      | Trawiasta    | Margaret Smith Court | Lesley Turner Bowrey Fred Stolle   | 4:6, 4:6      |
| Zwycięzca     | 7.  | 1965 | French Championships, Paryż            | Ceglana      | Margaret Smith Court | Maria Bueno John Newcombe          | 6:4, 6:4      |
| Zwycięzca     | 8.  | 1965 | Wimbledon, Londyn                      | Trawiasta    | Margaret Smith Court | Judy Tegart Dalton Tony Roche      | 12:10, 6:3    |
| Zwycięzca     | 9.  | 1966 | Wimbledon, Londyn                      | Trawiasta    | Margaret Smith Court | Billie Jean King Dennis Ralston    | 4:6, 6:3, 6:3 |
| Finalista     | 2.  | 1967 | Wimbledon, Londyn                      | Trawiasta    | Maria Bueno          | Billie Jean King Owen Davidson     | 5:7, 2:6      |
| Zwycięzca     | 10. | 1968 | Wimbledon, Londyn                      | Trawiasta    | Margaret Smith Court | Olga Morozowa Aleksandre Metreweli | 6:1, 14:12    |